# Without Love
 Without Love és una pel·lícula estatunidenca de Harold S. Bucquet, estrenada el 1945. Va ser la tercera pel·lícula protagonitzada per Hepburn i Tracy, i seria l'última pel·lícula dirigida per Bucquet. Lucille Ball es convertiria en el director de fotografia d'aquesta pel·lícula.

## Argument
Una vídua permet a un científic que faci servir el soterrani de casa seva per a uns experiments secrets relacionats amb la guerra. Ambdós estan desil·lusionats amb l'amor, així que decideixen casar-se exclusivament per conveniència.

## Repartiment
- Katharine Hepburn: Jamie Rowan
- Spencer Tracy: Pat Jamieson
- Lucille Ball: Kitty Trimble
- Keenan Wynn: Quentin Ladd
- Carl Esmond: Paul Carrell
- Patricia Morison: Edwina Collins
- Felix Bressart: Professor Ginza
- Emily Massey: Anna
- Gloria Grahame: Flower Girl
- George Davis: Caretaker
- George Chandler: Elevator Boy
- Clancy Cooper: Sergent

## Rebuda
Bosley Crowther de The New York Times va escriure que "tothom hauria d'anar al cinema, perquè, malgrat les seves debilitats Without Love és realment divertit." Variety va donar una ressenya tèbia, definit la pel·lícula com "obvietat", junt amb una trama una mica estàtica." Harrison's Reports la va definir com "una comèdia dramàtica divertida... Hi ha més parlar que acció, però el diàleg és un factor que ho compensa."."